# Schlacht bei Klezk
1. Phase: Schwedische Dominanz (1700–1709)
Dänischer Kriegsschauplatz (1700)
Humlebæk • Tönning I 
Livländ./ Estnischer Kriegsschauplatz (1700–1708)
Riga I • Jungfernhof • Varja • Pühhajoggi • Narva • Petschora • Düna • Rauge • Erastfer • Hummelshof • Embach • Tartu • Narva II • Wesenberg I • Wesenberg II
Ingermanländ./ Finnischer Kriegsschauplatz (ab 1701)
Archangelsk • Ladogasee • Nöteborg • Nyenschanz • Newa • Systerbäck • Petersburg • Wyborg I • Porvoo • Newa II • Koporje II • Kolkanpää
Litauisch-weißrussischer Kriegsschauplatz (1702–1706)
Vilnius • Saladen • Jakobstadt • Gemauerthof • Mitau • Grodno I • Olkieniki • Njaswisch • Klezk • Ljachawitschy
Polnischer Kriegsschauplatz (1702–1706)
Klissow • Pułtusk • Thorn • Lemberg • Warschau • Posen • Punitz • Tillendorf • Rakowitz • Praga • Fraustadt • Kalisch 
Russischer Kriegsschauplatz (1708–1709)
Grodno II • Golowtschin • Moljatitschi • Rajowka • Lesnaja • Desna • Baturyn • Koniecpol • Weprik • Opischnja • Krasnokutsk • Sokolki • Poltawa I • Poltawa II
2. Phase: Schweden in der Defensive (1710–1721)
Baltischer und Finnischer Kriegsschauplatz (bis 1714)
Riga II • Wyborg II • Pernau • Kexholm • Reval • Hogland • Pälkäne • Storkyro • Nyslott • Hanko 
Schwed./Norwegischer Kriegsschauplatz (1710–1721)
Helsingborg • Køge-Bucht • Bottnischer Meerbusen • Frederikshald I • Dynekilen-Fjord • Göteborg I • Strömstad • Trondheim • Frederikshald II • Marstrand • Ösel • Göteborg II • Södra Stäket • Grönham • Sundsvall
Norddeutscher Kriegsschauplatz (1711–1716)
Elbing • Wismar I • Lübow • Stralsund I • Greifswalder Bodden I • Stade • Rügen • Gadebusch • Altona • Tönning II • Stettin • Fehmarn • Wismar II • Stralsund II • Jasmund • Peenemünde • Greifswalder Bodden II • Stresow 
Die Schlacht von Klezk im April 1706 war ein Gefecht im Großen Nordischen Krieg. Sie endete mit einem überragenden Sieg der schwedischen Armee.

## Die Beteiligten
| \| Schlacht bei Klezk \| |
| Lage des Schlachtfeldes  |
| Schlacht bei Klezk       |

Das schwedische Heer wurde von General Carl Gustaf Creutz geführt und kämpfte gegen die russische Armee unter Semjon Protassjewitsch Nepljujew und die Kosaken unter Danylo Apostol.

## Im Vorfeld
Der schwedische König Karl XII. ging in seinem Polenfeldzug gegen den gewählten polnischen König August II. vor. Er versuchte alles in seiner Macht stehende, um den König abzusetzen und ihn durch den Schwedentreuen Stanislaus I. Leszczyński zu ersetzen.
Nach der Schlacht bei Fraustadt, in der die russisch-sächsische Armee vernichtend geschlagen wurde, teilte August II. seine Armee und schickte den einen Teil nach Grodno und marschierte mit dem anderen Teil nach Krakau. Nachdem die Nachricht von der Niederlage bei Fraustadt in Grodno eingetroffen war, beschloss der russische Kommandeur Georg Benedikt von Ogilvy mit den verbliebenen 10.000 kampffähigen Männern einen Ausbruch nach Kiew. Sie entkamen den schwedischen Verfolgern und konnten sich über die Grenze retten.
Karl XII. war bei der Verfolgung der russischen Armee bis Pinsk marschiert. Während dieser Zeit hatte der Oberst Creutz mit der Belagerung der Festung Lakowicze begonnen, dieser erhielt eine Nachricht über ein herannahendes russisch-kosakisches Heer mit einer Kopfstärke von 5000 Mann, um den Belagerten in Lakowicze zu Hilfe zu eilen. Die Armee stand bereit in drei Meilen Entfernung zu Lakowicze, in der Nähe der Stadt Klezk. Sie wollten den folgenden Tag ruhen und dann den schwedischen Belagerern in der Nacht in den Rücken fallen. Um den Russen und Kosaken zuvorzukommen, ritt Creutz gemeinsam mit seinen über 1000 Reitern und einem vom König gesandten Major und seinen 400 Dragonern den Russen entgegen.

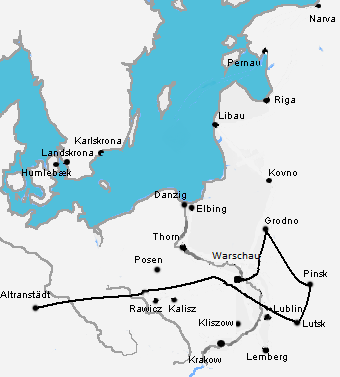
Feldzug Karls XII. Ende 1705 bis Ende 1706
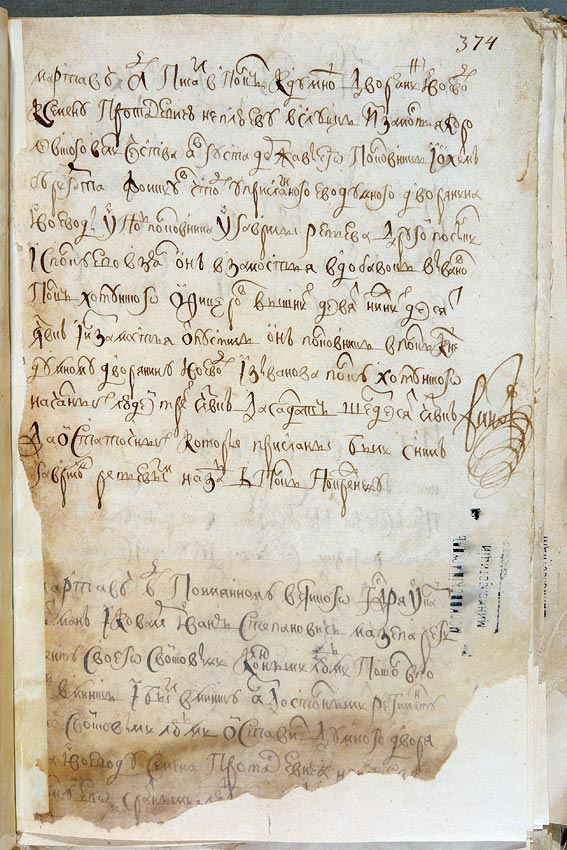
Brief von General Nepljujev an den russischen Zaren

## Die Schlacht
Trotz aller Vorsicht, das Unterfangen so geheim wie möglich zu halten, gelang es den Schweden, sich nur auf eine Viertelmeile unbemerkt an die Russen heranzuschleichen. Dann bemerkte sie ein Vorposten und schlug Alarm. Da die Russen genug Zeit hatten, fand der Oberst sie am Morgen zum Teil in der Stadt Klezk und zum Teil an der Brücke zum Morast in Schlachtordnung aufgestellt. Außerdem waren alle Gassen mit russischen Fußsoldaten und kosakischen Reitern besetzt.
Der schwedische Oberst griff sofort die Kosaken an, welche die Brücke über den Fluss in Richtung Morast verteidigten. Trotz des heftigen aber ungenauen Gewehrfeuers gelang es den Schweden nach nur einer halben Stunde Kampf, die Kosaken so zu verwirren, dass diese sich zurückzogen. Kosakenführer Apostol schickte einen Boten an den russischen Kommandeur. Dieser versuchte den Kosaken zu Hilfe zu kommen, wurde aber in die Stadt zurückgedrängt und dort vernichtend geschlagen.
Die russisch-kosakischen Soldaten wurden alle in die umliegenden Moraste gejagt und getötet. Oberst Creutz schickte seine Soldaten nach Beendigung der Schlacht in jedes Haus, um nach Russen und Kosaken zu suchen. Kein Soldat sollte überleben. Die Brücke war so stark mit toten Soldaten und Pferden verstopft, dass die zur Verfolgung der fliehenden Russen und Kosaken nacheilenden schwedischen Reiter starke Probleme hatten, diese zu passieren.

## Die Folgen
Durch das Vorgehen der schwedischen Soldaten in und um Klezk lagen etwa 4000 tote Russen und Kosaken in dessen Umgegend. Der russische General Nepljujew erhielt einen Schuss in den Oberarm, konnte aber entkommen. In der Stadt wurden ein Major und ein Kapitän nebst 70 gemeinen russischen Soldaten gefangen genommen. Des Weiteren wurden 4 eiserne Stücke, 16 Fahnen und Standarten sowie 4 Paar Pauken erbeutet.
Durch einen von Oberstleutnant Trautvetter geschickten Boten wurde der Oberst wieder an die Lage in Lakowicze erinnert. Die belagerten Kosaken versuchten unentwegt, aus der Festung auszubrechen. Nachdem der Oberst mit einem großen Teil der schwedischen Belagerungsarmee abgerückt war, sah der Kommandant der Festung eine Möglichkeit, diese unter wenigen Verlusten zu verlassen.
Zwei Stunden nach dem Gefecht saßen die Schweden wieder im Sattel und eilten den Belagerern zu Hilfe.
Dieser Erfolg, ebenso wie die Einnahme der Festung Lakowicze, war nicht von großem strategischem Wert für den Schwedenkönig, aber für die Moral der schwedischen Truppen umso mehr. Die schwedischen Soldaten hatten ein weiteres Mal gezeigt, wie plump und unfähig die russischen Truppen im offenen Feld und bei der Verteidigung einer Festung agierten.
Der schwedische König verließ im Sommer Polesien und marschierte Richtung Westen und in der Folge in Sachsen ein.
Der russische General Nepljujew schrieb einen Brief an den Zaren Peter I., in dem er Iwan Masepa beschuldigte, die Truppenstärke der schwedischen Armee bei Lakowicze unterschätzt zu haben. Nach den Angaben von Mazepa rechnete Nepljujew nur mit 800 schwedischen Reitern, wurde aber von 1500 angegriffen.